# Bärbel Klässner
Bärbel Klässner (* 16. Oktober 1960 in Magdeburg) ist eine deutsche Lyrikerin und Prosaautorin.

## Leben
Bärbel Klässner studierte 1979 bis 1982 Sozialpsychologie an der Friedrich-Schiller-Universität Jena. In den 80er Jahren engagierte sie sich in der Oppositionsbewegung innerhalb der Evangelischen Kirche der DDR. Sie gab in Jena die illegale Zeitung „frau anders“ mit heraus. Seit 1995 leitet sie Schreibgruppen und -werkstätten. Sie lebt als freie Autorin in Essen.
Bärbel Klässner schreibt Gedichte und Prosa. Ihre Gedichte wurden ins Katalanische (1998), Polnische (2001) und Ungarische (2003) nachgedichtet und veröffentlicht.

## Werke (Auswahl)
- Nahe dem wortwendekreis. Gedichte, Reihe Thüringen-Bibliothek hg. Wulf Kirsten, Hain-Verlag, Rudolstadt 1997
- Am ende der städte. Gedichte, mit Grafiken von Andreas Berner, hg. Literarische Gesellschaft Thüringen, Weimar 2001
- Der zugang ist gelegt. Gedichte und Fließtexte, Erata Literaturverlag, Leipzig 2008
- so übernächtigt so angezündet. Poesie & Liebe, edition AZUR, Dresden 2014
- Die musik zu einer solchen flut. Partituren und Essays, edition Muschelkalk, Wartburg Verlag, Weimar 2020

## Stipendien und Auszeichnungen
- 1995: Arbeitsstipendium von der Stiftung Kulturfonds Berlin
- 1997: Stipendium vom Thüringer Ministerium für Wissenschaft, Forschung und Kunst
- 2010: Auszeichnung der Gesellschaft zur Förderung der westfälischen Kulturarbeit beim Wettbewerb „Erzähl doch keine Märchen oder Verteidigt jemand Hans im Glück“
- 2010: Arbeitsstipendium vom Land NRW
- 2011: Clara- und Eduard-Rosenthal-Stipendium der Stadt Jena für Literatur und Stadtschreibung
- 2012: Preisträgerin im Postpoetry-Wettbewerb Nordrhein-Westfalen
- 2013: Preisträgerin im Postpoetry-Wettbewerb Nordrhein-Westfalen
- 2013: Harald-Gerlach-Literaturstipendium des Freistaats Thüringen[4]
- 2020: Auszeichnung einer künstlerischen Idee, Sonderfonds der Kunststiftung NRW
- 2021: Stipendium von der Kunststiftung NRW

## Mitgliedschaften
- Literarische Gesellschaft Thüringen e.V. Sitz Weimar
- Verband deutscher Schriftsteller VS in Ver.di